# 托尼·霍克职业滑板3
《托尼·霍克职业滑板3》是一款由Neversoft制作、动视发行的第一人物极限体育游戏。本游戏最初于2001年10月28日在PlayStation2发行。游戏后移植至多个平台。本作是《托尼·霍克系列》的第3作。
游戏引入了回转功能。
《托尼·霍克职业滑板3》好评如潮，共售出240万份。GameSpot给予本游戏接近完美的10分满分分数。